# 싼장빙류
산장빙류(중국어: 三江并流)는 중국 티베트고원에 근원을 가지는 세 개의 강, 진사강(장강 상류), 란창강(메콩강 상류), 누강(땅륀강 상류)이 윈난성 북부의 디칭 티베트족 자치주 및 누장 리수족 자치주를 평행하게 흐르고 있는 1,698,400 ha에 이르는 지역이다. 이 지역은 14개의 보호구역으로부터 이루어져 있으며, 동식물군이 풍부하여, 2003년 유네스코의 세계자연유산에 등록되어 있다.

## 개요
산장빙류 지역은 인도 대륙과 유라시아 대륙의 충돌에 의해서 탄생한 거대한 습곡 지대이다. 지역 내의 기후는 장소에 따라 다양하고, 이것은 결과적으로 결과적으로 지역 내의 다양한 동식물군이 생겨나게 된 배경이 되었다.
이 지역에는 세계의 동물 중 25%(중국 내에 있는 50%)의 개체가 존재하고 있다고 알려져 있다. 중국 정부에 의해서 정리된 종은 791종으로 198종은 중국 내 고유종, 80종은 정부의 IUCN 적색목록에 등록되어 있다.
식물도 고유종을 포함 약 6,000종이 확인되고 있고, 이 중 2,700종은 중국 고유종이다. 그 중에서도 멸종의 위기에 직면한 것도 있어, 33종이 국가단위로 보호되고 있다.
이곳은 다양한 소수민족이 거주하고 있는 곳이다.

## 같이 보기
- 중화인민공화국의 세계유산